# Модра (Чад)
Модра (фр. Modra) — деревня в Чаде, расположенная на территории региона Тибести. Входит в состав департамента Восточное Тибести. Население составляют представители субэтнической группы теда народа тубу.

## География
Деревня находится в северо-западной части Чада, в центральной части плоскогорья Тибести, на высоте 1788 метров над уровнем моря.
Модра расположена на расстоянии приблизительно 933 километров к северо-северо-востоку (NNE) от столицы страны Нджамены. Ближайшие населённые пункты: Эдимпи, Нема-Немасо, Ебби-Бу.
Климат Модры характеризуется как аридный жаркий (BWh в классификации климатов Кёппена).

## Транспорт
Ближайший аэропорт расположен в городе Бардаи.